# Paul Vieille

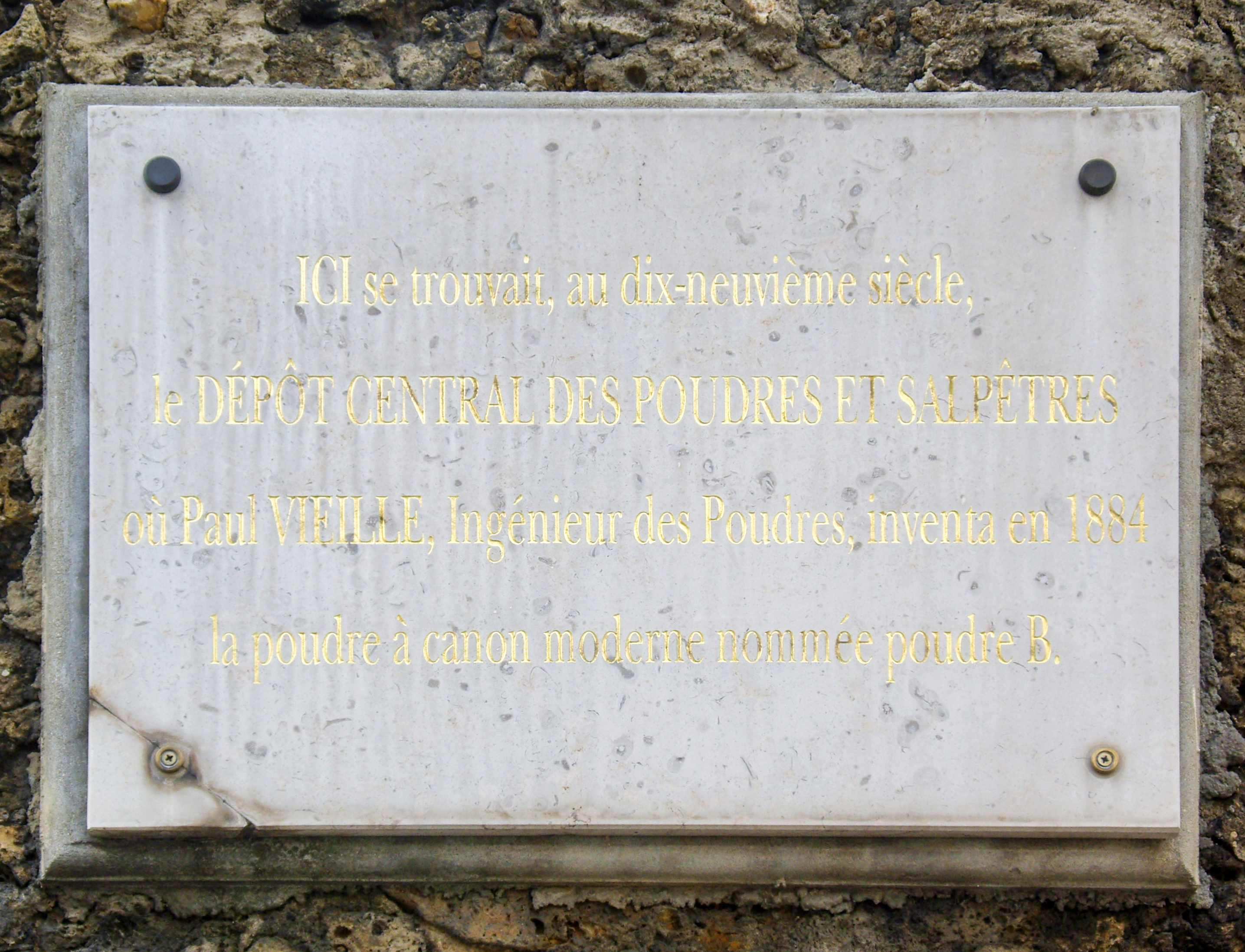
Plaque commémorative, 9, rue de l'Arsenal à Paris

Paul Marie Eugène Vieille, né le 2 septembre 1854 dans l'ancien 11e arrondissement de Paris et décédé à Paris 7e le 15 janvier 1934, est un ingénieur et chimiste français, découvreur avec Marcellin Berthelot de l'onde explosive et inventeur de la poudre sans fumée (poudre blanche, poudre B) à base de nitrocellulose.

## Biographie
Si Paul Vieille est passionné par la physique, la chimie, la thermodynamique et la balistique, ses préférences vont à la mécanique. Elève au Lycée Thiers, puis sorti de l'École polytechnique en 1875, il choisit le corps militaire des ingénieurs des poudres et explosifs et entre au Service des études du Corps des poudres. De 1882 à 1913, il est répétiteur, professeur de physique et examinateur à l'École polytechnique ; il met fin à ces fonctions, par déontologie, au moment où son fils Henri intègre l'École en 1912.
En 1884, il invente la poudre sans fumée. Les avantages de celle-ci par rapport à l'ancienne poudre noire, la font rapidement adopter, tant pour les armes portatives que pour l'artillerie :
- elle réduit des deux tiers la quantité de poudre nécessaire au chargement des munitions d'infanterie et d'artillerie ;
- elle ne génère qu'un encrassement négligeable des armes ;
- ne générant plus de fumée, elle rend plus difficile le repérage de la zone d'où proviennent les tirs.

Dès 1886, la France l'utilise dans le fusil Lebel modèle 1886. Les autres puissances militaires de l'époque ne tarderont pas à suivre.
Il est nommé en 1904 ingénieur général des poudres et directeur du Laboratoire central des poudres et salpêtres à Paris. La même année, il est élu membre de l'Académie des sciences.

## Distinctions
Pour ses travaux en mécanique, l'Académie des sciences lui décerne en 1887 le prix Montyon et en 1889 le prestigieux prix Leconte.
Il est élevé à la dignité de grand croix de la Légion d'honneur le 28 décembre 1928. Ses insignes lui sont remis le 18 janvier 1929 par Louis Lépine.

## Famille
Il est le fils du mathématicien puis recteur d'académie Jules Vieille, né à Besançon, normalien, et d'Angèle Guénot, d'une famille de Vesoul.
Marié le 25 octobre 1880 à Paris 8e avec Élisa Fanny Auvray (1857-1934), le couple a eu cinq enfants.
- Un de ses fils, Henri Marie Maxime Vieille (1892-1978), élève de l'École polytechnique, promotion 1912, Croix de Guerre (1914-1918), entre dans le Génie maritime et termine sa carrière comme ingénieur général, commandeur de la Légion d'honneur.
- Une de ses filles, Hélène Vieille (1895-1945), résistante, déportée à Ravensbrück mourra à Dachau.
- Un de ses petits-fils, Jean Vieille, est le mari de l'écrivain Catherine Hermary-Vieille.
- Un de ses petits-fils, l'alpiniste Antoine Vieille, a fait partie de l'expédition du pilier du Freney (versant italien du Mont Blanc) en juillet 1961, décédé lors de cette course.

## Le prix Paul Vieille
Le prix Paul Vieille a été instauré par l'Association française de pyrotechnie. Il distingue un ingénieur ou scientifique français ou travaillant dans une société ou organisme français, qui a réalisé, en pyrotechnie ou dans les disciplines connexes, des travaux inédits ou originaux au moment de leur publication.